# 南悠子
南 悠子（みなみ ゆうこ、1923年10月1日 - 2013年3月2日）は、女優、元宝塚歌劇団団員（月組・星組主演男役）。本名は上野悠子（うえのゆうこ）。東京府出身。宝塚歌劇団時代の公称身長は161cm。宝塚歌劇団時代の愛称はユーコさん（本名の悠子から）。
宝塚歌劇団29期生。宝塚歌劇団では淡島千景、久慈あさみと共に『東京の三羽烏』と呼ばれた。頌栄高等女学校（現・頌栄女子学院中学校・高等学校）出身。

## 来歴
1939年、宝塚音楽舞踊学校（現・宝塚音楽学校）に入学。
1941年、宝塚歌劇団に入団。初舞台公演演目は『正行出陣』である。宝塚入団時の成績は17人中7位。
また、宝塚在籍時においても南は映画やテレビドラマに数多く出演していた。
1971年、宝塚歌劇団退団。最終出演公演の演目は月組公演『鷗よ波濤を越えて』。退団後は舞踊家として活動した。
2013年3月2日に急性呼吸不全で死去。89歳没。前述の『東京の三羽烏』の最後の一人だった。
2014年、宝塚歌劇団創立100周年を記念して創設された『宝塚歌劇の殿堂』最初の100人のひとりとして殿堂入りを果たし、同時に淡島・久慈も殿堂入りしたことから『東京の三羽烏』は全員殿堂入りすることとなった。

## 宝塚歌劇団時代の主な舞台
- 『正行出陣』『大やまとの歌』（月組）（1941年4月26日 - 5月25日、宝塚大劇場）＊初舞台
- 『風流陣』（花組）（1942年3月26日 - 4月24日、宝塚大劇場）
- 『愛の合唱』（花組）（1943年6月26日 - 7月25日、宝塚大劇場）
- 『新かぐや姫』（花組）（1943年11月26日 - 12月28日、中劇場）
- 『スパイ殲滅』（花組）（1944年1月26日 - 2月24日、宝塚大劇場）
- 『センチメンタル・ヂャアニー』（月組）（1946年12月1日 - 12月29日、宝塚大劇場）
- 『運つく男』『春のおどり（世界の花）』（月組）（1947年5月1日 - 5月30日、宝塚大劇場）
- 『ヴェネチア物語』（月組）（1948年1月1日 - 1月30日、宝塚大劇場）
- 『春のをどり（大津絵）』（月組）（1948年4月1日 - 4月29日、宝塚大劇場）
- 『香妃』『ブルーヘブン』（月組）（1948年9月1日 - 9月20日、宝塚大劇場）
- 『アレキサンドリアの舞姫』『春のをどり』（月組）（1949年4月22日 - 5月9日、宝塚大劇場）
- 『リオでの結婚』『東京・ニューヨーク』（月組）（1949年9月1日 - 9月29日、宝塚大劇場）
- 『嘘吐きレリオ』『ロミオとジュリエット』- ロミオ 役（星組）（1950年2月1日 - 2月27日、宝塚大劇場）
- 『恋は御法度』『ヤマ・ローサ』（星組）（1950年10月1日 - 10月30日、宝塚大劇場）
- 『春のおどり』第一部 さくら歌舞伎、第二部 サクラジェンヌ（星組）（1951年4月1日 - 4月29日、宝塚大劇場）
- 『虞美人』（星組）（1951年8月1日 - 8月30日、宝塚大劇場）
- 『源氏物語』（星組）（1952年2月1日 - 2月28日、宝塚大劇場）
- 『君若き頃』（星組）（1952年5月1日 - 5月30日、宝塚大劇場）
- 『春の踊り（花の宝塚）』（月組）（1953年4月1日 - 4月29日、宝塚大劇場）
- 『船辨慶』（星組）（1953年10月1日 - 10月30日、宝塚大劇場）
- 『勧進帳』（雪組）（1954年1月1日 - 1月31日、宝塚大劇場）
- 『大川端』（月組）（1954年2月3日 - 2月28日、宝塚大劇場）
- 『雪物語』（月組）（1955年1月1日 - 1月30日、宝塚大劇場）
- 『日本の祭りと民謡』『土蜘』（雪組）（1955年2月2日 - 2月27日、宝塚大劇場）
- 『キスメット－運命－』（花組）（1955年8月2日 - 8月30日、宝塚大劇場）
- 『船辨慶』（花組）（1956年7月1日 - 7月30日、宝塚大劇場）
- 『宝塚おどり絵巻』（花組）（1957年1月1日 - 1月29日、宝塚大劇場）
- 『船遊女』（月組）（1957年6月1日 - 6月30日、宝塚大劇場）
- 『白い山吹』（星組）（1958年9月2日 - 9月29日、宝塚大劇場）
- 『日本美女絵巻』（星組）（1959年1月1日 - 1月30日、宝塚大劇場）
- 『恋河童』（花組）（1959年3月1日 - 3月24日、宝塚大劇場）
- 『猫と小僧と人形』（花組）（1959年11月1日 - 11月30日、宝塚大劇場）
- 『朧夜源氏』（星組）（1961年1月1日 - 1月31日、宝塚大劇場）
- 『春宵夢』（花・星組）（1963年1月1日 - 1月31日、宝塚大劇場）

## 映画
- 猫と庄造と二人のをんな（1956年）- 初子 役
- 浮気旅行（1956年）
- 銭形平次捕物控　どくろ駕籠（1955年）- お静 役
- 女の学校（1955年）- マダム松代 役
- 鞍馬天狗　疾風八百八町（1954年）
- 恋風街道（1954年）
- 右門捕物帖　まぼろし変化（1954年）- お蝶 役
- 仇討珍剣法（1954年）
- 照る日くもる日（1954年）

## ドラマ
- 春宵（1959年3月6日、NHK）
- からすなぜ泣くの（1959年11月8日、NET）
- 青葉の笛（1960年3月4日、NTV）
- 西瓜提灯（1960年7月1日、NET）
- 草の実（1960年8月8日 - 9月5日、NTV）
- あしあと（1961年1月23日、YTV）
- 本陣蕎麦（1963年1月4日、TBS）
- 夜の配役（1963年8月23日、NHK）
- どこがちがうねん（1964年8月15日、YTV）
- 千姫（1966年6月2日 - 10月13日、MBS）
- 松のみどり（1966年9月8日、NHK）
- 夫婦百景（第377回）只今別居中（1966年10月11日、NTV）
- 船場（1967年4月2日 - 1968年3月31日、KTV）
- 堂島（1968年4月7日 - 1969年3月30日、KTV）

## 演じた女優
- 田中珠里 『越路吹雪物語』（2018年、テレビ朝日、帯ドラマ劇場）